# Salada Waldorf

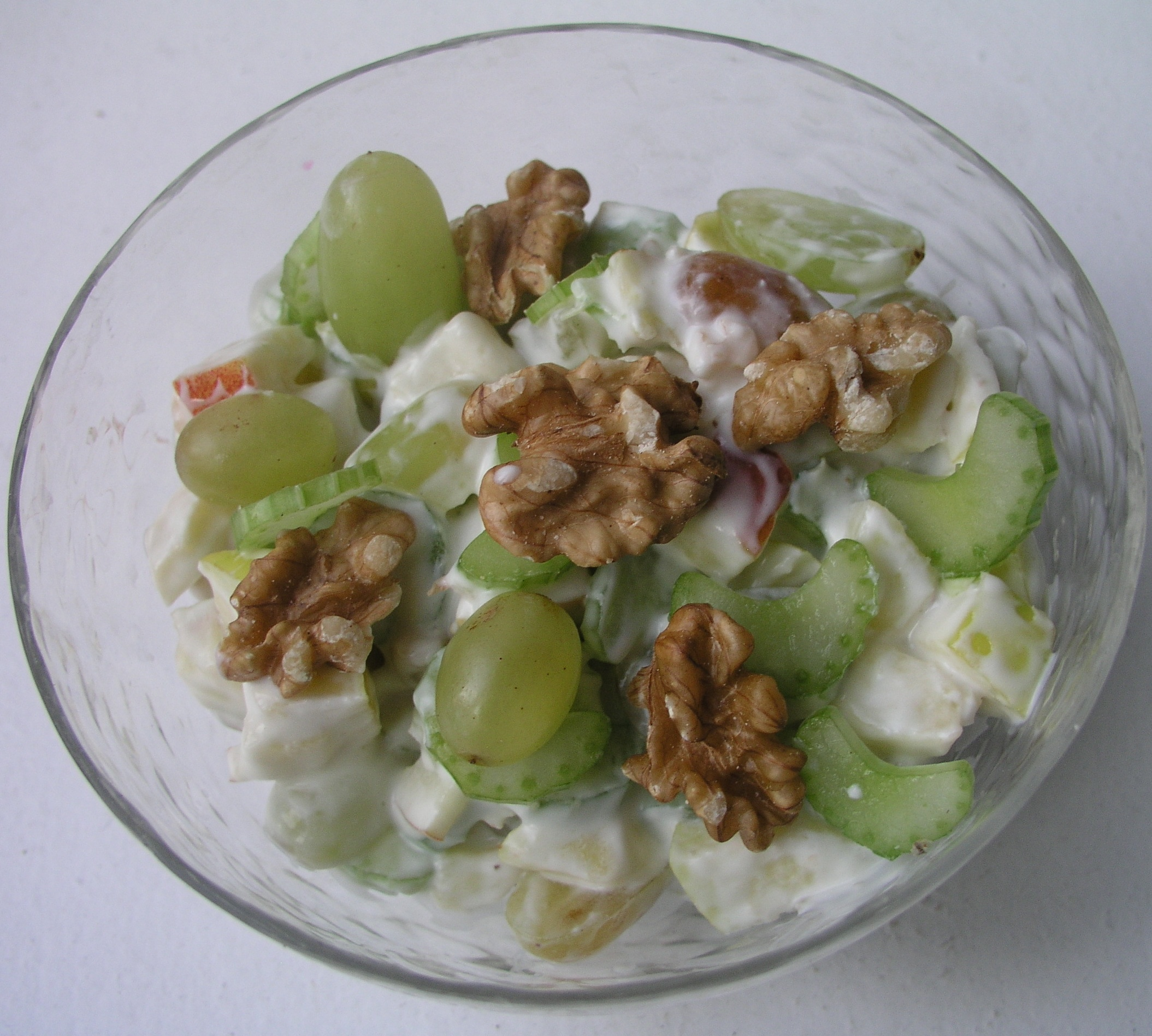
Salada Waldorf

Salada Waldorf é uma salada que consiste em uma leve fatia de maçã e aipo, nozes cortadas, maionese ou uma cobertura feita de maionese. Foi criada em meados de 1893 no Waldorf Hotel na Cidade de Nova Iorque (o precursor do atual Waldorf Astoria New York que abriu em 1931).
Embora Oscar Tschirky fosse o Chefe de cozinha do Hotel, existe uma polêmica sobre o assunto.